# Mauro Esposito
Mauro Esposito (Torre del Greco, ciudad metropolitana de Nápoles, Italia, 13 de junio de 1979) es un exfutbolista italiano. Se desempeñaba en la posición de delantero.

## Selección nacional
Fue internacional con la selección de fútbol de Italia en 6 ocasiones. Debutó el 9 de octubre de 2004, en un encuentro ante la selección de Eslovenia que finalizó con marcador de 1-0 a favor de los eslovenos.

## Clubes
| Club               | País   | Año       |
| ------------------ | ------ | --------- |
| Delfino Pescara    | Italia | 1996-1999 |
| Udinese Calcio     | Italia | 1999-2001 |
| Delfino Pescara    | Italia | 2001      |
| Cagliari Calcio    | Italia | 2001-2007 |
| A. S. Roma         | Italia | 2007-2008 |
| A. C. ChievoVerona | Italia | 2008-2009 |
| A. S. Roma         | Italia | 2009-2010 |
| U. S. Grosseto     | Italia | 2010      |
| Atlético Roma      | Italia | 2010-2011 |

## Palmarés

### Campeonatos nacionales
| Título              | Club       | País   | Año     |
| ------------------- | ---------- | ------ | ------- |
| Supercopa de Italia | A. S. Roma | Italia | 2007    |
| Copa Italia         | A. S. Roma | Italia | 2007-08 |